# Felinia magniplaga
Felinia magniplaga là một loài bướm đêm trong họ Erebidae.